# Primuloideae
Primuloideae, potporodica jaglačevki s deset priznatih rodova, tipični je Primula  (jaglac) s preko 500 vrsta, jednogodišje i dvogodišnjeg raslinja i trajnica poglavito na sjevernoj hemisferi (oko 300 u Kini), i tek nekoliko na južnoj hemisferi.

## Rodovi
1. Subfamilia Primuloideae Kostel.
  1. Androsace L. (159 spp.)
  2. Pomatosace Maxim. (1 sp.)
  3. Primula L. (504 spp.)
  4. Dionysia Fenzl (62 spp.)
  5. Soldanella L. (20 spp.)
  6. Dodecatheon L. (16 spp.)
  7. Bryocarpum Hook. fil. & Thomson (1 sp.)
  8. Kaufmannia Regel (1 sp.)
  9. Omphalogramma (Franch.) Franch. (12 spp.)
  10. Hottonia L. (2 spp.)